# Czesław Markiewicz
Czesław Markiewicz (ur. 1954 w Zielonej Górze) – polski poeta, prozaik, krytyk literacki. Absolwent polonistyki w Wyższej Szkole Pedagogicznej w Zielonej Górze. 
Od 1981 roku do 2019 dziennikarz Radia Zachód (redaktor literacki). Twórca autorskich audycji literackich: „Radiowej Książki Poetyckiej”, „Literariów Lubuskich”,  „Spotkań z Muzami”, „Radiowej Listy Przebojów Poetyckich”, „Popołudniówki Radia Zachód". 
Utwory publikował w licznych czasopismach, jak "Poezja", "Literatura", "Odra", "Nowy Wyraz", "Borussia", "Integracje", "Nowy Medyk", "Nadodrze" "Topos", [fo:pa], "Wakat", "Ślad", "Red", "Śląsk", "Wyspa", "Fraza", "Portret", "Arterie"; "Bliza", "Salon literacki". Jego poezja w tłumaczeniu na język ukraiński ukazała się w czasopiśmie „Dzwin” (Lwów) № 7-8, 2024. - s. 253-261, a eseje (również w tłumaczeniu na język ukraiński Switłany Bresławskiej) są regularnie publikowane na społeczno-kulturalnym portalu internetowym „ Zbrucz”(Lwów) – Ukraina.
Należy do pokolenia, które rozpoczęło swoją drogę do literatury w latach 70. XX stulecia, w kwiecie wieku przetrwało kryzys związany z przejściem od tzw. komunizmu do kapitalizmu i nadal rozwija własny, niepowtarzalny styl w poezji i prozie. Pisarz zadebiutował poetycko w 1976 roku, a rok później (1977) w prestiżowej serii  "Pokolenie, które występuje"” Młodzieżowej Agencji Wydawniczej, ukazała się jego pierwsza książka Modlitwa oszukanych, z którą generalnie zaliczał się do Nowej Prywatności, zwanej też Pokoleniem '76, ale szybko odszedł od typowego dla autorów tej formacji przywiązania do osobistych przeżyć, a także unikania problemów społecznych na rzecz eksponowania kwestii etycznych.
Główną cechą twórczości poetyckiej Markewicza jest dynamiczny rozwój własnej koncepcji poematu eseistycznego, niezwykle pojemnego gatunkowo i tematycznie. To poezja urbanistyczna, wyjątkowa pod względem głębi obrazowości i metaforyczności. Jednocześnie jest to poezja intelektualna, wymagająca od czytelnika odpowiedniego poziomu erudycji, a także właściwego odczytania kodów kulturowych, tropów czytelniczych, odniesień literackich, socjologicznych, filozoficznych i historycznych, którymi wypełnione są wiersze. Narracja utworów, przypominająca filologiczną konstrukcję, wirtuozerską grę słów, naszpikowaną rozmaitymi środkami językowymi, terminami, nazwami miejsc, ujawnia autora jako uważnego obserwatora, który w poetyckich wersach ujmuje nieodwracalną przemijalność świata, a jednocześnie stara się budować niewidzialne mosty między przeszłością a teraźniejszością. Jego poezja nie jest łatwa do zrozumienia, ale jest w stanie wywołać zainteresowany niepokój, poszukiwanie ukrytych myśli narratora. 
Razem m.in. z Sławomirem Płatkiem członek Kapituły o Nagrodę im. Anny Kamieńskiej

## Nagrody i wyróżnienia
- Laureat blisko 400. konkursów literackich[7][8][9][10][11][12][13].
- Jest dwukrotnym laureatem Lubuskiego Wawrzynu Literackiego (za rok 1995[14] i za rok 2020[15]) i dwukrotnym laureatem Nagrody Kulturalnej Prezydenta Miasta Zielona Góra (1992, 2004).
- Konkurs Literacki Uniwersytetu Gdańskiego - Nagroda Grand Prix Marszałka Województwa Pomorskiego[16]
- Ogólnopolski Konkurs Poetycki im. Zygmunta Krukowskiego - I miejsce, 2015
- Nagroda im. Wacława Potockiego (2021)[17]
- Nagroda im. Anny German (2021)[18]
- Dwukrotny laureat nagrody literackiej Prezydenta Miasta Zelena Góra (1992, 2004).
- Nominowany do nagrody Lubuski Wawrzyn Literacki (2009, 2011, 2022[19]).
- Nominowany do Nagrody im. A. K. Waśkiewicza (2022)[20].
- Nagroda im.Mieczysława Stryjewskiego - Grand Prix Marszałka Województwa Pomorskiego[21]
- Odznaką Honorową Wojewody Zielonogórskiego[22] „Za zasługi w rozwoju województwa zielonogórskiego (1998);
- Medalem Srebrnym Prezydenta Rzeczypospolitej Polskiej „Za długoletnią służbę”[23] (2008);
- Odznaką Honorową Ministra Kultury i Dziedzictwa Narodowego RP „Zasłużony dla Kultury Polskiej”[24](2013);
- Odznaczony przez Prezydenta Rzeczypospolitej Polskiej Brązowym Krzyżem Zasługi[25] (2018).

## Twórczość

### Poezja
- Modlitwa oszukanych – Warszawa,1977. „Pokolenie, które wstępuje” UNIVERISTAS [Wiersze] 83-87052-68-X
- Moja wina – Warszawa,1998. Wydawnictwo PRZEDŚWIT [Wiersze] ISBN 83-7057-045-3
- Ale i tak – Zielona Góra, 2007. Muzeum Ziemi Lubuskiej [Wiersze] ISBN 83-88426-43-5
- Majuskuły – Kraków 2009. MINIATURA [Wiersze] ISBN 978-83-7606-130-6
- 80. urodziny Marilyn Monroe – Chełm, 2011. Wydawnictwo TAWA [Wiersze][26] ISBN 978-83-62638-76-5
- Wierszeje – Łódź, 2018. Dom Literaty. [Wiersze] ISBN 978-83-62733-87-3
- Tropy – Toruń, 2020. Wydawnictwo Marszałek [Wiersze][27] ISBN 978-83-8180-318-2
- Prowincje mojego imperium. Zaimki świata – Warszawa, 2022. Anagram [Wiersze][28] ISBN 978-83-67261-08-1

### Proza
- Made in life – Zielona Góra, 1995. Oficyna Wydawnicza AND [Opowiadania] ISBN 83-903496-2-0
- Przezroczysty – Wrocław, 2002. Oficyna Wydawnicza ATUT [Powieść] ISBN 83-87299-98-7
- Niewinne Miasto – Poznań, 2003. Stowarzyszenie Producentów i Dziennikarzy Radiowych [Powieść] ISBN 83-919482-0-X
- Zemsta Fabiana – Zielona Góra, 2004. Stowarzyszenie Dialog-Współpraca-Rozwój [Powieść] ISBN 83-921028-0-0
- Przeklęta Europa – Warszawa, 2023. Anagram [Powieść][29] ISBN 978-83-67261-36-4

### Szkice krytyczne
- Rozpoznany moment osobności – Zielona Góra, 2000. Oficyna Wydawnicza AND [Szkice krytyczne]  ISBN 83-87052-68-X

### Wydania zagraniczne
- Маркевич Чеслав. Тропи[30] / пер. з пол. С.Бреславської. – Брустури: Дискурсус, 2024. – 72 с.  ISBN 978-617-8326-68-5

### Znaczące antologie
- „Poeta jest jak dziecko”[31](red. A.K. Waśkiewicz, J. Koperski)
- „Spalony raj”[32] (red. J. Sochoń)
- „Rozpoznani spośród” – Zielona Góra, 1997. Oficyna Wydawnicza AND [Antologia młodej poezji zielonogórskiej. Opracowanie][33]
- ATUNIS GALAXY ANTHOLOGY – 2024[34] (Anglia-Belgia).